# جان فيليب دوراند
جان فيليب دوراند (11 نوفمبر 1960

 في ليون) (بالفرنسية: Jean-Philippe Durand)‏ لاعب كرة قدم فرنسي معتزل كان يجيد اللعب في خط الوسط .
لعب دوراند في أندية تولوز (1981-1989) بوردو (1989-1991) مرسيليا (1991-1997) .
ساهم في تتويج نادي مرسيليا ببطولة دوري الدرجة الأولى موسم 1991/1992 وبطولة دوري أبطال أوروبا موسم 1992/1993 ودوري الدرجة الثانية موسم 1994/1995 .
شارك دوراند مع منتخب فرنسا في 26 مباراة دولية في الفترة من 1988 إلى 1992 .

## روابط خارجية
- جان فيليب دوراند على موقع قاعدة بيانات كرة القدم.إي يو (الإنجليزية)
- جان فيليب دوراند على موقع ناشيونال فوتبول تيمز (الإنجليزية)
- جان فيليب دوراند على موقع Soccerway.com (الإنجليزية)
- جان فيليب دوراند على موقع عالم كرة القدم.نت (الإنجليزية)